# Henri Wernli
Henri Wernli   (Berna, 3 de juny de 1898 - Schwarzenberg, 1961) va ser un lluitador suís, especialista en lluita lliure, que va competir durant la dècada de 1920.
El 1924 va prendre part en els Jocs Olímpics de París, on guanyà la medalla de plata en la competició del pes pesant del programa de lluita. Quatre anys més tard, als Jocs d'Amsterdam, fou cinquè en la mateixa prova.